# Вальвестино (водохранилище)
Вальвестино (итал. Lago di Valvestino) — водохранилище на севере Италии. Расположено в провинции Брешиа в Ломбардии, практически полностью находится на территории коммуны Гарньяно, и лишь небольшая его часть относится к коммуне Вальвестино.
Образовалось в результате строительства плотины ГЭС на реке Тосколано. Заполнение водохранилища началось в 1962 году.

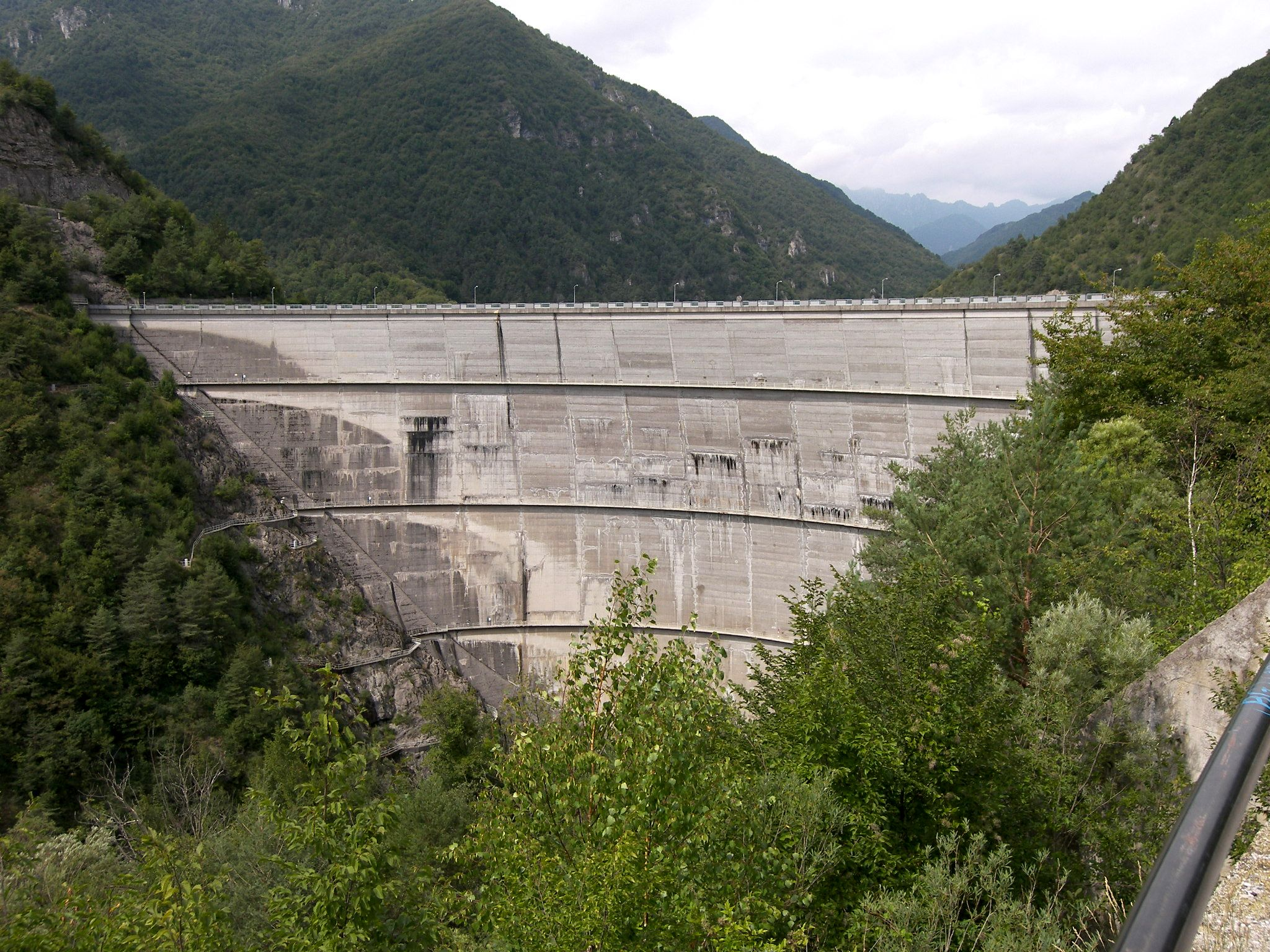
Плотина Вальвестино